# Kabupaten Tanggamus
Kabupaten Tanggamus (engelska: Tanggamus Regency) är ett kabupaten i Indonesien.   Det ligger i provinsen Lampung, i den västra delen av landet, 260 km väster om huvudstaden Jakarta. Antalet invånare är 561 450.